# 日本大学フェニックス
日本大学アメリカンフットボール部（にほんだいがくアメリカンフットボールぶ、英語: Nihon University American football team）は、かつて日本大学競技スポーツ部に所属していた日本大学のアメリカンフットボールチームである。愛称は、日本大学フェニックス（英語: NU Phoenix）。チームカラーは赤。
なお、日本大学は学部ごとに異なる地域にキャンパスが存在するため、日本大学本部直属の競技スポーツ部の部活動とは別に各学部ごとに運動部が存在し、アメリカンフットボール部も当チームだけでなく各学部に独立したチームが存在するが、関東学生アメリカンフットボール連盟に「日本大学」として登録していたのは当チームである。練習場は、東京都世田谷区の日本大学アメリカンフットボールグラウンドであった。

## 赤と青の対決
アメリカンフットボールの大学日本一を決める毎日甲子園ボウルでは、出場・優勝回数が多いことより「東の日大、西の関学（関西学院大学）」と言われる。両校は1955年（昭和30年）の初対決（26-26で両校優勝）以降、2017年（平成29年）までの通算成績が29試合中、日大17勝・関学10勝・両校優勝（引分）2回となっており日大が勝ち越している。この関学との対決は、日大のチームカラーが赤、関学のチームカラーが青であることから「赤と青の対決」とも呼ばれている。
近年では、2017年12月17日に阪神甲子園球場で開催された、三菱電機杯第72回毎日甲子園ボウル＝第9回全日本大学アメリカンフットボール選手権大会・決勝戦において、対関学（西日本代表）戦が行われ、23-17で日大（東日本代表）が1990年（平成2年）12月16日以来、27年ぶり21回目の優勝を果たしている。パス、ラン、パント等で活躍を魅せた日大QB10番林大希が1年生として初の甲子園ボウル最優秀選手、および年間最優秀選手（チャック・ミルズ杯）に選出されたことも特筆される。

## 獲得タイトル
- 毎日甲子園ボウルで21回優勝（うち引分両校優勝2回、1955年（昭和30年）・1984年（昭和59年）･･･ コイントスにより翌年1月3日のライスボウルへ出場）している。
- ライスボウルで4回優勝（1989年（昭和64年）- 1991年（平成3年）まで3連覇）している。

## 不祥事

### 反則タックル問題
2018年5月6日の日大・関学定期戦において発生した反則タックルが問題となり、関東学生アメリカンフットボール連盟は日大アメフト部監督の内田正人とコーチ1名（井上奨）を除名し、タックルをした選手および日大アメフト部全体を年度内の出場停止処分とした。

### 部内における薬物の蔓延及び大学上層部による隠蔽
2023年8月3日、東京都中野区南台５丁目１１−５にある日大アメフト部の寮に警視庁による家宅捜索が行われ、寮内で大麻の植物片と覚醒剤の成分を含む錠剤が発見された。同月5日、3年生部員1人が覚醒剤取締法違反（所持）と大麻取締法違反（同）の疑いで逮捕された。これを受け関東学生連盟は「当面の間の出場資格の停止」処分を行い、当面の間は公式の試合への出場は認められないこととなった。日本大学も5日付でチームを無期限活動停止処分としたが、その5日後には事件に他に関与者がいないと判断し、10日付で処分を解除した。理由について公式ホームページで「部員1名による薬物単純所持という個人犯罪であり、個人の問題を部全体に連帯責任として負わせることは、競技に真剣に取り組んできた多くの学生の努力を無に帰することになり、学生の成長を第一に願う教育機関として最善の措置ではないと判断したため」 と説明した。
8月23日、警視庁が逮捕されたのとは別の部員4人から任意で事情を聞いていたことが報道された。逮捕された部員は警察の調べに対し「他の部員も大麻を使っていた」と供述した上で、自室にあった乾燥大麻について「他の部員と一緒に吸った後の残り（かす）だ」と説明していたという。25日、東京地検は麻薬取締法違反（所持）の罪で、3年生部員を起訴した。覚醒剤取締法違反の疑いで逮捕していたが、部員が覚醒剤を麻薬だと誤認していたとし罪名を切り替えた。
日本大学は9月1日付で再び無期限活動停止処分にしたと発表した。8月31日付でアメフト部の寮も閉鎖した。ホームページで「もはや個人の犯罪にとどまるところではなく、大学としての管理監督責任がより厳しく問われている状況」と説明。「このような事態を招いたことを深く反省し、徹底的に調査する」とした。
10月16日、密売人から大麻を譲り受けたとして別の4年生の男子部員が麻薬特例法違反容疑で逮捕された。26日、東京区検は部員を麻薬特例法違反の罪で略式起訴した。
同月31日、事件を調査していた第三者委員会が会見を開き、調査内容について報告した。学内調査が不適切だったことや、調査内容に関する林真理子理事長や酒井健夫学長、沢田康広副学長らの対応に問題があるとして、ガバナンスが機能不全に陥っていたと指摘した。第三者委員会委員長の綿引万里子は、元検事の沢田副学長がアメフト部の寮を調査し植物片を発見してから、警視庁に連絡するまでの「空白の12日間」について、「社会から日大の隠蔽体質を疑わせ、その信用を著しく失墜させた最大の原因だったと考えている」と厳しく指摘した。11月22日に日大の臨時理事会が開かれ、林理事長に対して報酬の50％減、沢田副学長は即時辞任、酒井学長には年度末での辞任をそれぞれ勧告した。同月29日に臨時理事会にて酒井学長と沢田副学長の辞任が承認された。
同月27日、密売人から大麻のような規制薬物を購入するなどしたとして、新たに3年生の男子部員が麻薬特例法違反の疑いで逮捕された。12月7日、東京区検は部員を麻薬特例法違反の罪でこの部員を略式起訴し、東京簡裁は同日、罰金20万円の略式命令を出した。
11月30日、大麻と認識しながら違法薬物を所持したとして別の3年生部員1人が麻薬特例法違反容疑で書類送検された。
12月1日に起訴された3年生部員の初公判が東京地裁で行われ、部員は起訴内容を認めた。弁護側の質問に、部内で大麻を使用していたのは「10人程度だった」と述べた。SNSで購入し、複数の部員で一緒に使うこともあったという。持ち物検査の際には、監督から「沢田副学長に見つかってよかったな」と言われたとし、「もみ消すのだと思い、少し安心した」と話した。
2024年2月26日、警視庁は麻薬特例法違反の疑いで男子部員（3年生4人）と卒業生（2人）の合わせて6人を新たに書類送検した。2023年2月から6月にかけて都内で大麻とみられる違法薬物を所持した麻薬特例法違反の疑い。
3月6日、警視庁は違法薬物と知りながら大麻とみられる薬物を所持したとして新たに元部員の3年生1人を麻薬特例法違反容疑で書類送検した。立件された学生や卒業生は計11人となり、警視庁は捜査を終結した。

## 廃部
2023年（令和5年）11月28日、大学が同部を廃部にする方針を固めたことが28日、関係者の話でわかった。同日の学内会議で方針を決めた。その後11月29日の臨時理事会や12月1日の理事会が開催されたが廃部の賛否が分かれて結論が出ず、林真理子理事長は同年12月4日に記者会見して部の存廃については、結論を持ち越したことを表明した。
その後、日本大学内外から部の存続を求める署名が集まるなどしたが、2023年12月15日に開かれた日本大学の臨時理事会で廃部とすることが正式に決定された。この理事会にはアメフト部員2人も出席し、部を存続させた上での再建を訴えていたが、一旦廃部にして再建を検討する方針となった。
2024年（令和6年）1月25日、前年12月15日付にて廃部したこと、酒井健夫学長が1月23日に決裁したことを日本大学が正式に発表し、84年の歴史に幕を下ろした。アメフト部に所属していた事件に無関係の学生、2024年度入学予定でアメフト部入部予定であった学生らには受け皿をしっかり考えていくとも発表した。
2024年（令和6年）2月15日、一般社団法人関東学生アメリカンフットボール連盟は同日付で日本大学アメフト部が連盟から脱退したことを発表した。
2024年（令和6年）3月1日、後継となる新たなアメフト部の次年度設立を見送り、関東学生アメリカンフットボール連盟に対して2024年度の新規加盟申請を行わなかったことが発表された。日大は、見送りの理由として薬物事件の捜査が続いていることや関係各方面への調整が必要なことを挙げ、2025年度以降のアメフト部設立を検討するとしている。

## 歴代監督
1. 笠原恒彦（1940 - 1959）
2. 篠竹幹夫 (1959 - 2003)
3. 内田正人（2003 - 2016）
4. 髙橋宏明（2016 - 2017）
5. 内田正人（2017 - 2018、還任）
6. 橋詰功（2018 - 2021）
7. 中村敏英（2021 - 2023）